# Montifringilla nivalis
Il fringuello alpino o fringuello delle nevi eurasiatico (Montifringilla nivalis (Linnaeus, 1766)), è un uccello passeriforme appartenente alla famiglia Passeridae, molto comune nei paesi europei ed asiatici.

## Descrizione
È l'unico uccello alpino di piccole dimensioni (poco più di un passero) ad avere ali e coda in gran parte bianche, ben evidenti durante il volo. Al suolo appare bruno sulle parti dorsali e color crema inferiormente; collo con macchia nera negli adulti, più evidente nel maschio. È simile ad un passero, con ali leggermente più lunghe ed appuntite. Il becco è conico, nero in estate e giallastro in inverno e nei giovani.

Il piumaggio nelle parti dorsali è un bruno uniforme con capo grigiastro. Le parti inferiori sono bianco crema con macchia nera sulla gola negli adulti. Le ali bianche hanno la metà apicale nera; la coda è bianca con timoniere centrale nero.

La femmina ha la testa più brunastra e la macchia nera sulla gola meno estesa. La taglia media è di circa 17,5 cm di lunghezza, e 25 g di peso. A dispetto del nome, è anatomicamente di struttura più affine a quella dei passeri, che non dei fringuelli.

## Distribuzione e habitat
Si tratta di una specie a distribuzione prevalentemente paleartica; è presente in Spagna, Andorra, Francia, Germania, Svizzera, Liechtenstein, Austria, Italia, Repubblica Ceca, Slovenia, Bosnia ed Erzegovina, Serbia, Montenegro, Macedonia, Albania, Grecia, Turchia, Russia, Georgia, Armenia, Azerbaigian, Kazakistan, Iran, Iraq, Uzbekistan, Kirghizistan, Tagikistan, Afghanistan, Pakistan, India, Cina, Mongolia; occasionale negli Stati Uniti d'America; accidentale in Portogallo ed Ungheria; al momento si ritiene estinto in Croazia.

In Italia lo si trova praticamente su tutto l'arco alpino e sulle vette più alte dell'Appennino centrale, fino al Gran Sasso e alla Maiella. I suoi habitat preferiti sono gli ambienti di montagna, tra i 1.400 ed i 3.500 m s.l.m., al di sopra del limite delle zone alberate.
Il fringuello alpino è uno dei più tipici uccelli degli ambienti alpini e nivali della Valle d'Aosta.

Nel periodo riproduttivo frequenta le praterie interrotte da affioramenti rocciosi, i margini dei nevai e dei ghiacciai; durante gli erratismi tardo-estivi e autunnali può giungere sino ad oltre 3.500 m s.l.m., ed il record altimetrico assoluto per la nidificazione a livello alpino è stato registrato proprio in Valle d'Aosta, sul Monte Rosa (giovani imbeccati alla Capanna Gnifetti, 3.647 m s.l.m.)

## Biologia

### Comportamento
È una specie molto sociale, si osserva spesso in stormi formati da alcune decine di individui, sino ad un massimo di circa 300 esemplari; stormi così consistenti sono stati occasionalmente segnalati anche in Valle d'Aosta, nelle vallate ove la densità dei riproduttori è maggiore. In periodo di nidificazione, le coppie possono essere osservate sia isolate, sia riunite in piccole colonie.

### Voce
Il verso è un aspro tsuikk. Quando è a riposo, oppure durante il volo nuziale, il canto è simile ad un ripetuto sitticerr-sitticerr.

### Alimentazione
Come il passero tende a frequentare le zone in cui vive l'uomo, ed anche la dieta onnivora è similare, oltre al fatto che si ciba soprattutto di invertebrati.

### Riproduzione

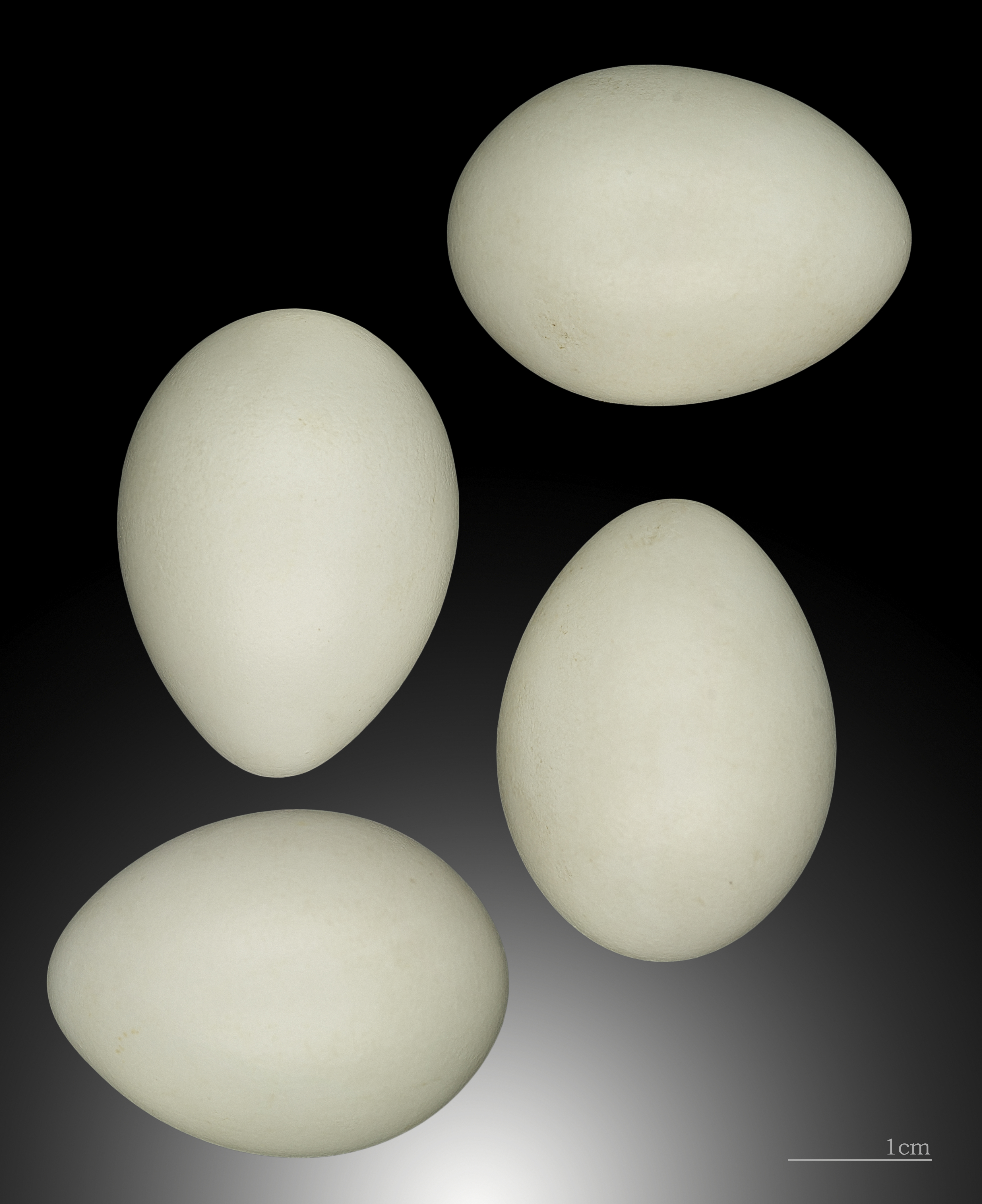
Uova di Montifringilla nivalis

Nidifica tra i mesi di aprile e luglio. Costruisce un nido a forma di coppa in anfratti di rocce o edifici, ove depone 4-5 uova bianche, che la femmina cova per 13-14 giorni; i giovani restano al nido circa 20 giorni.

In questo periodo si nutre soprattutto di larve di invertebrati che si trovano sul terreno fertile subito dopo lo scioglimento della neve. È il passeriforme che nidifica alle temperature più basse in assoluto.

### Spostamenti
La specie resiste anche in inverno al rigido clima alpino e raramente scende al di sotto del limite superiore delle foreste, preferendo in tal caso ampi pascoli con pietraie sparse.

### Relazioni con l'uomo
Uccello relativamente socievole, che non teme l'uomo, anche perché ne ricava un discreto beneficio, soprattutto durante la stagione fredda.

## Tassonomia

### Sinonimi
- Fringilla nivalis Linnaeus, 1766 - Syst. Nat. ed. XII, pag. 321.[4]

### Sottospecie
Sono state individuate sette sottospecie:
- M. n. alpicola (Pallas, 1811) - Dal Caucaso e dall'Iran settentrionale fino all'Afghanistan
- M. n. gaddi Zarudny & Loudon, 1904 - Iran sud-occidentale
- M. n. groumgrzimaili Zarudny & Loudon, 1904 - Dalla Cina nord-occidentale alla Mongolia centrale
- M. n. kwenlunensis Bianchi, 1908 - Cina centro-occidentale e Tibet settentrionale
- M. n. leucura Bonaparte, 1855 - Turchia meridionale e orientale
- M. n. nivalis (Linnaeus, 1766) - Europa meridionale
- M. n. tianshanica Keve-Kleiner, 1943 - Kazakistan orientale e Tagikistan settentrionale

### Specie simili
M. nivalis è considerato filogeneticamente affine alle specie congeneri M. adamsi (fringuello alpino di Adams, diffuso tra Cina, Tibet e Nepal) e M. henrici (diffuso in Tibet).

## Conservazione
La Lista rossa IUCN attribuisce a questa specie lo status "LC" (rischio minimo) in quanto l'areale è molto esteso, seppure in alcune zone frammentario, e la popolazione sembra essere stabile.

## Galleria d'immagini

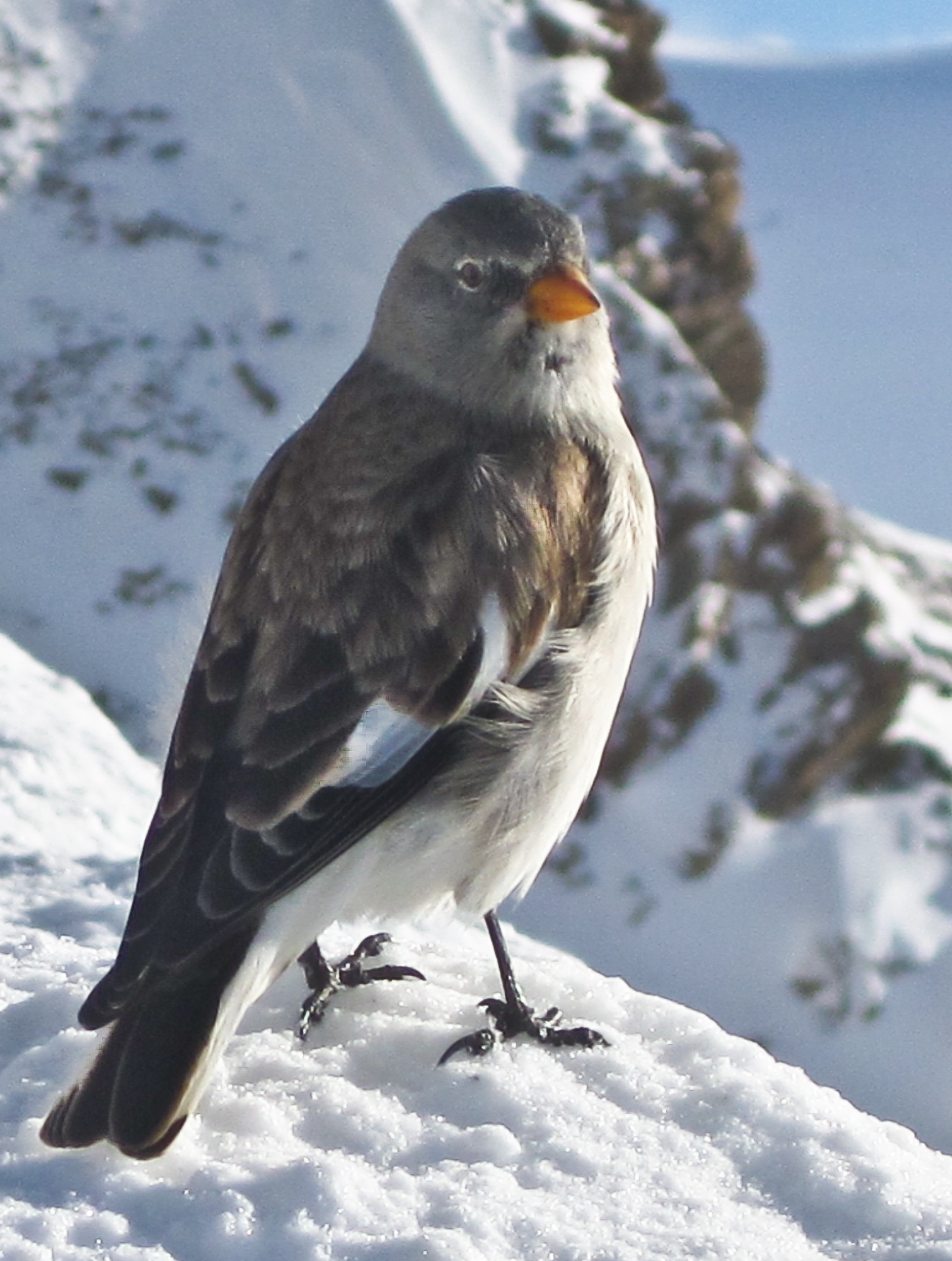
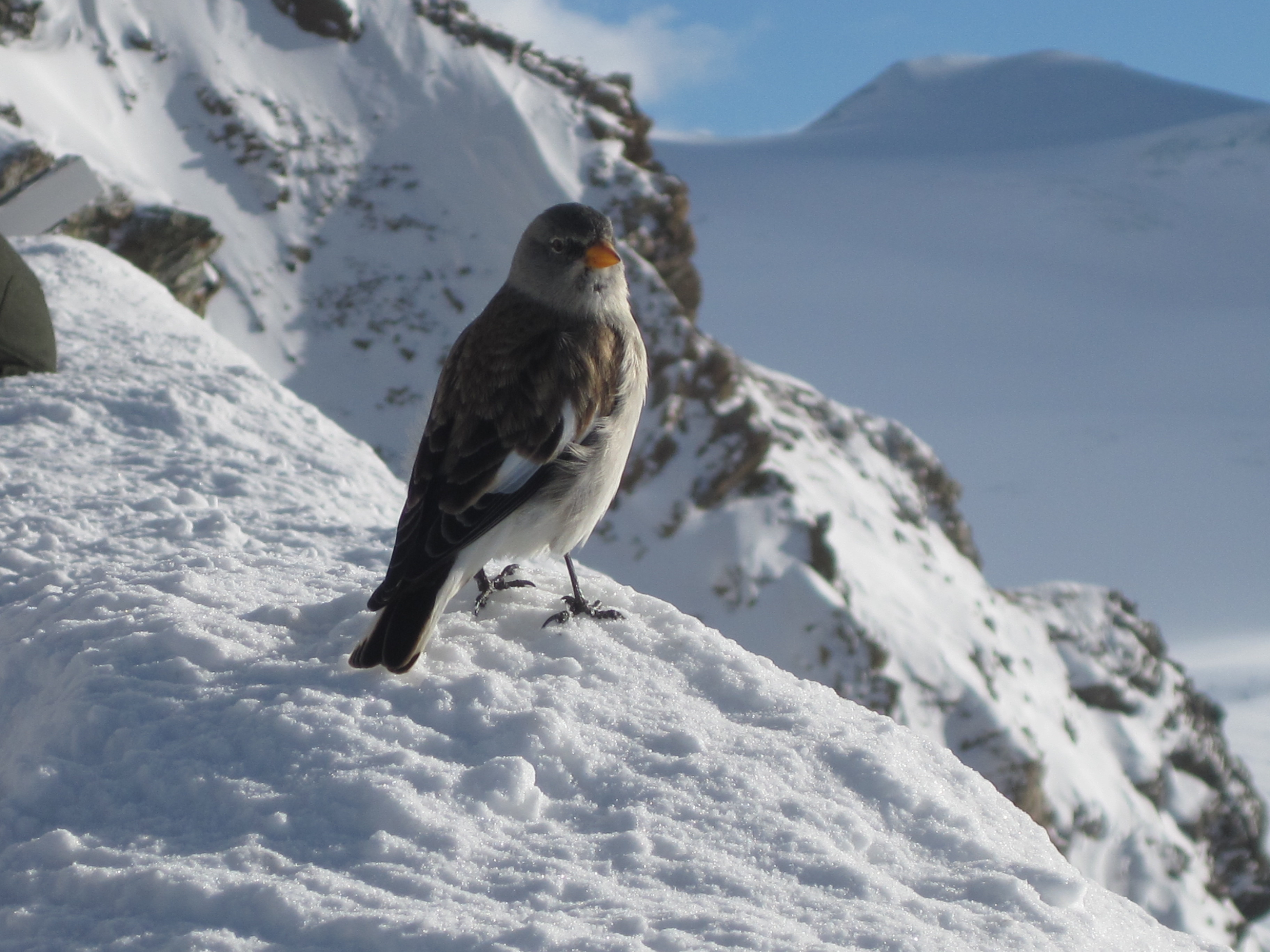
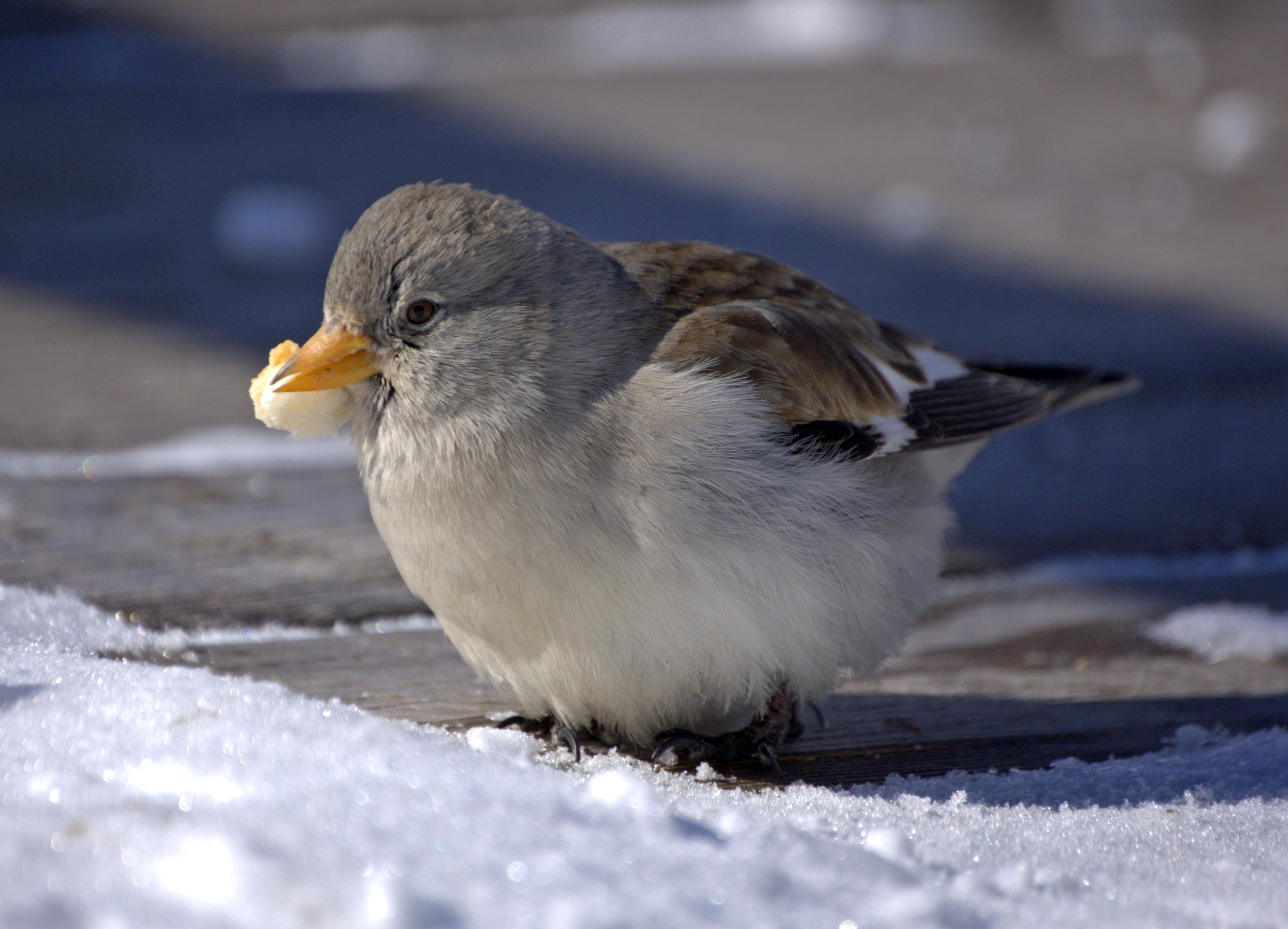
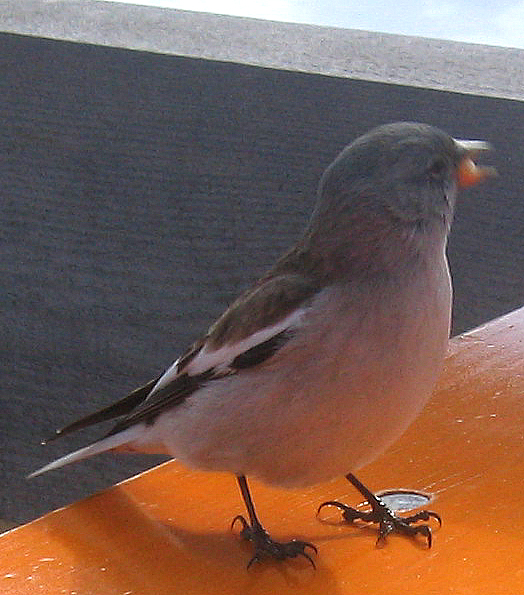
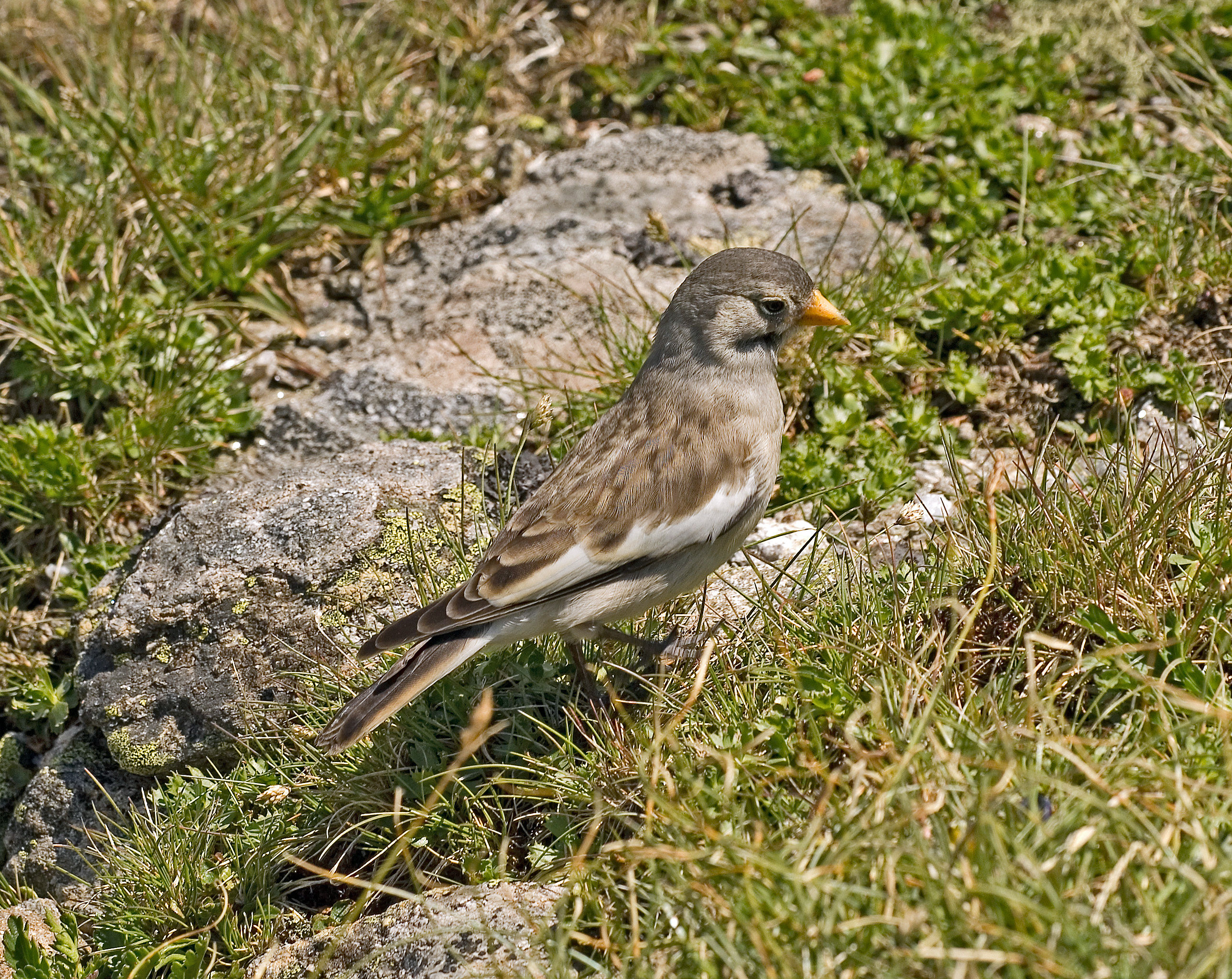
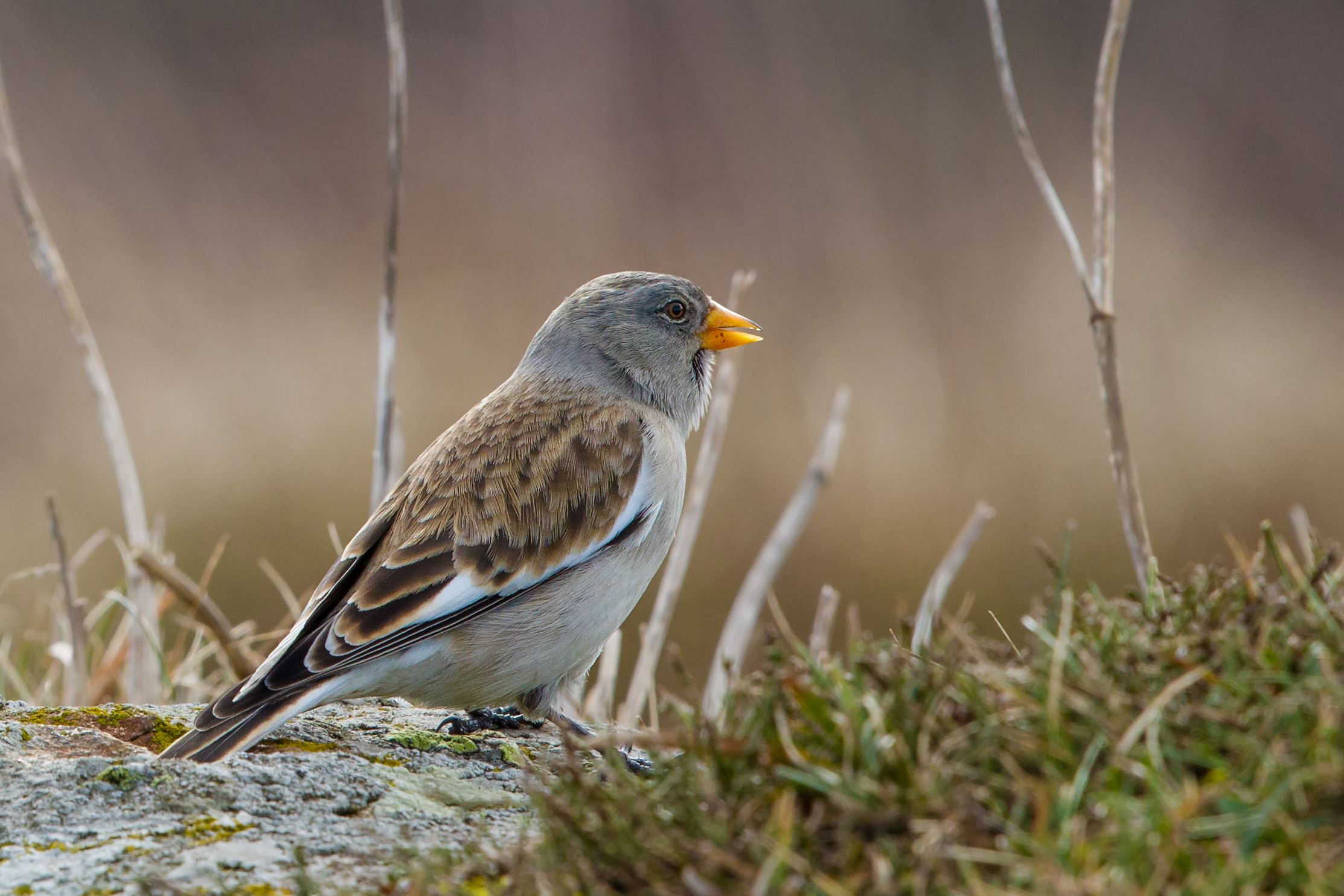
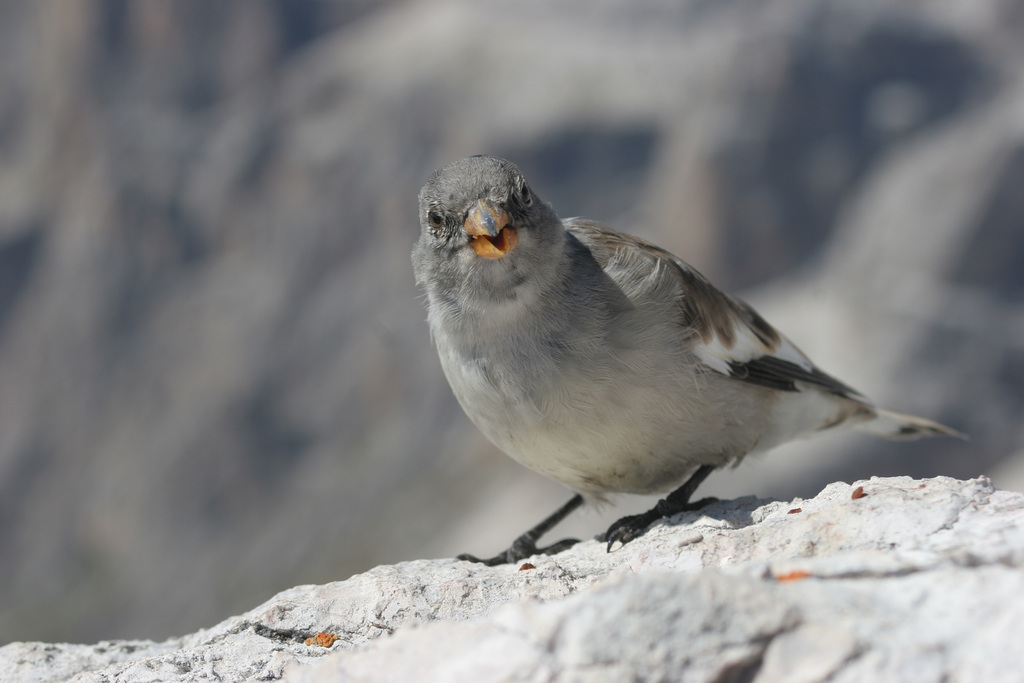
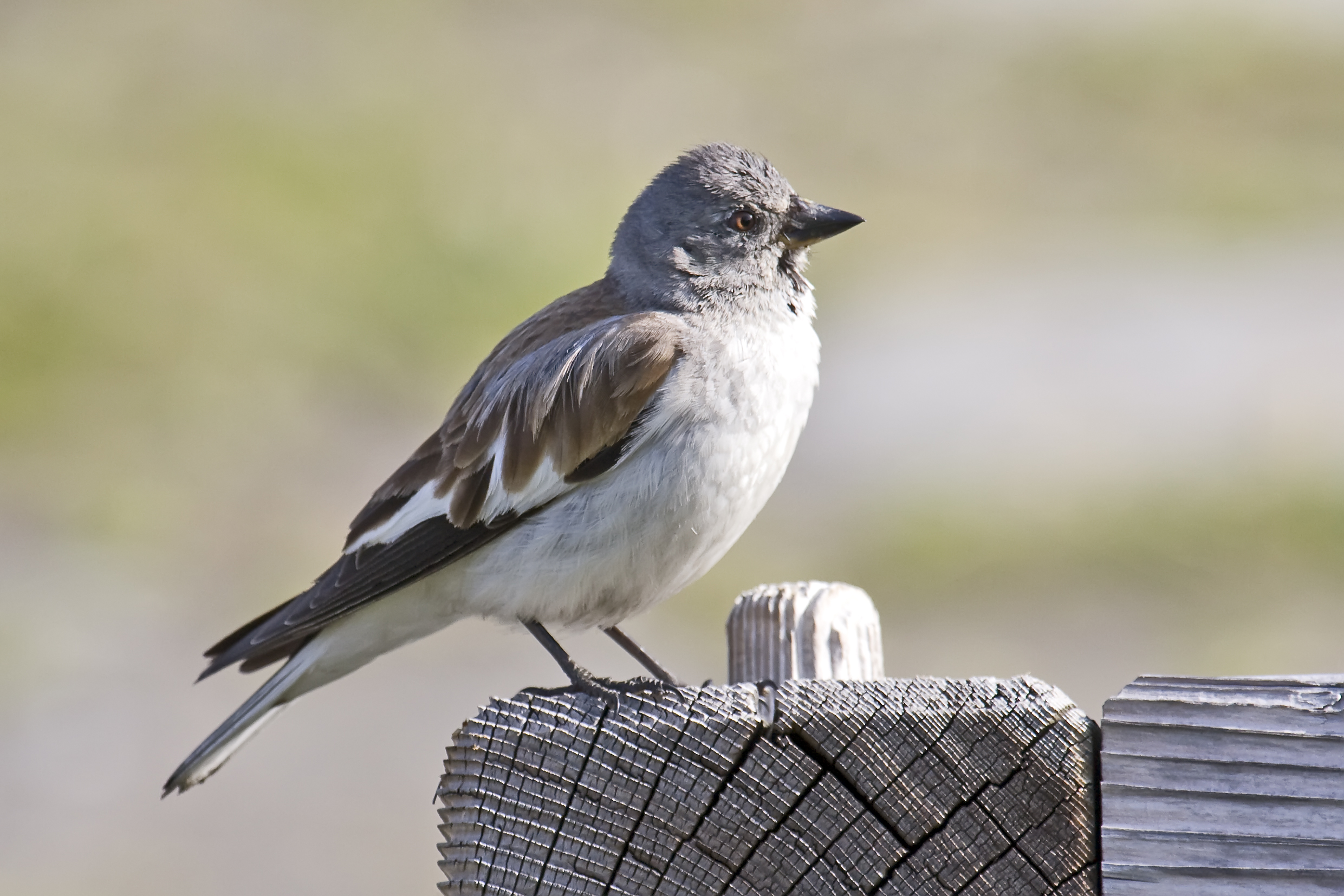
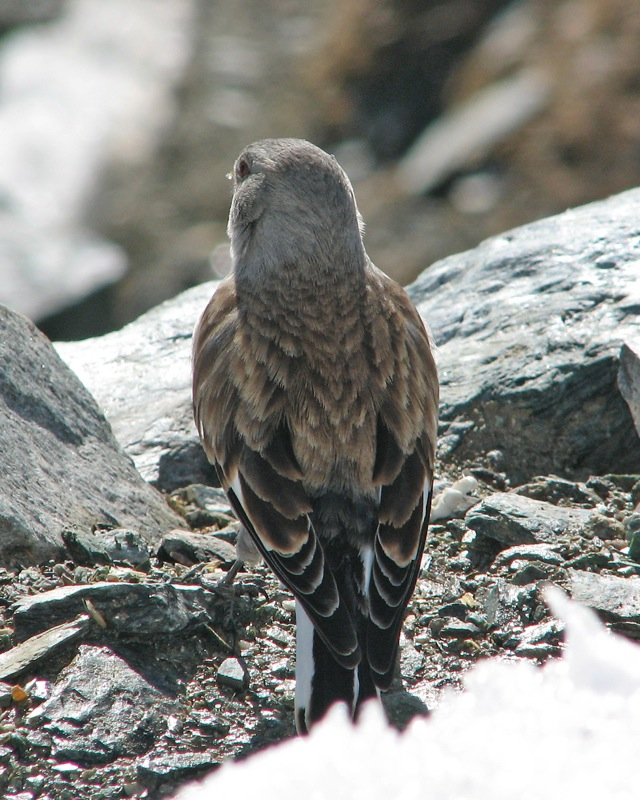
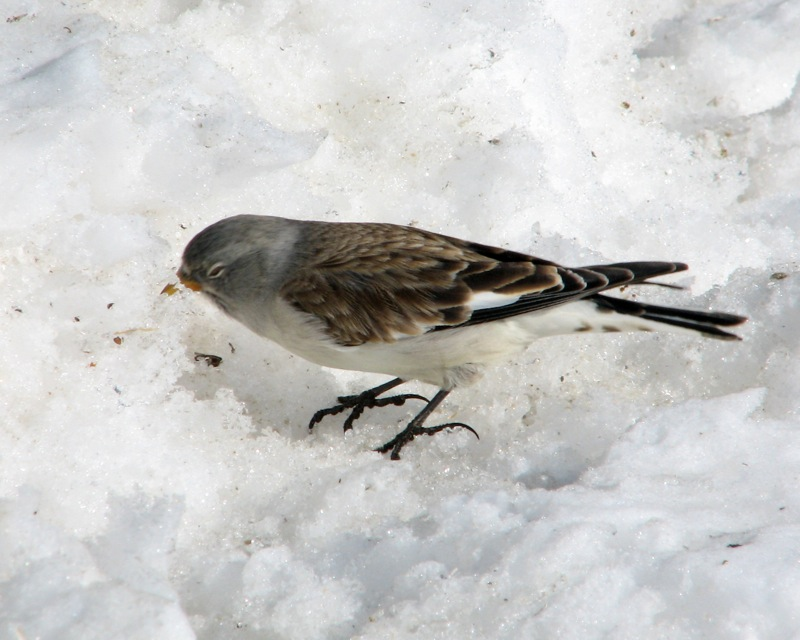
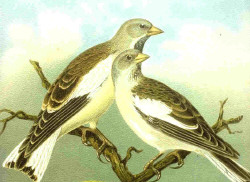
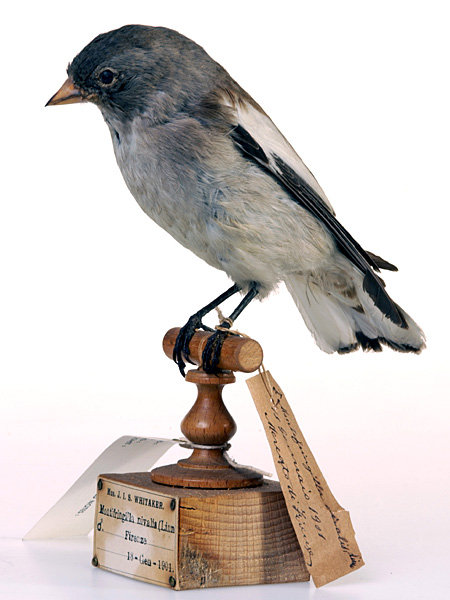